# Umar Adil Muhammad Hasan
Umar Adil Muhammad Hasan (arab. عمر عادل محمد حسن ;ur. 27 maja 1997) – egipski zapaśnik walczący w stylu wolnym. Triumfator mistrzostw arabskich w 2019 roku.